# Gülcans Traumhochzeit
Gülcans Traumhochzeit ist eine deutsche Doku-Soap des Senders ProSieben aus dem Jahr 2007. Sie wurde vom 19. Juni bis zum 7. August 2007 wöchentlich ausgestrahlt und zeigte die Hochzeitsvorbereitungen der Fernsehmoderatorin Gülcan Kamps (zu Beginn der Sendung bis zur Hochzeit noch Karahancı) und des Unternehmersohnes Sebastian Kamps. Abgeschlossen wurde die achtteilige Reihe mit einer Liveübertragung der Hochzeit des Paars im Columbia Hotel Casino Travemünde.
Sebastians Vater, der Unternehmer Heiner Kamps, nahm auf eigenen Wunsch an der Hochzeit nicht teil.

## Vermarktung
Laut Bild-Zeitung hatte der Sender für die Vermarktungsrechte von Karahancıs Hochzeit „weit über eine Million“ Euro bezahlt. Dies wurde von Karahancı jedoch bestritten. Der Sprecher der Produktionsfirma bestätigte, Komparsen für die Fernsehproduktion gesucht zu haben. Bild-T-Online behauptete in einer „Peinlich-Liste der Albtraumhochzeit“, dass mehr als ein Drittel der rund 120 Hochzeitsgäste Statisten gewesen seien.

## Drehorte
Drehorte der Soap lagen vor allem in Düsseldorf, dem Wohnort des Paars, aber auch in Lübeck-Travemünde, dem Wohnort von Karahancıs Eltern, die einst aus der Türkei nach Deutschland einwanderten. Der Vater des Ehemanns ist Heiner Kamps, Gründer der Kamps AG. Gegenstand der Reihe war das Kennenlernen der Familien beider Brautleute unter dem Motto „Düsseldorfer Jet-Set trifft türkische Großfamilie aus Travemünde“.

## Sonstiges
Während das ähnliche Format Sarah & Marc in Love mit Sarah Connor und Marc Terenzi 2004 die Trauung zeitversetzt sendete, wurde die standesamtliche Trauung von Gülcan und Sebastian live übertragen und von Steven Gätjen und Natascha Berg moderiert.
Gülcan schrieb begleitend auch in der Jugendschrift Bravo über ihre „verrückte Hochzeit“, die zudem Titelstory der Ausgabe 26/2007 war.

## Ausstrahlung und Einschaltquoten
Eine unvollständige Auflistung gemessener Einschaltquoten und Marktanteile veranschaulicht folgende Tabelle:
| Datum                   | Zuschauer | Zuschauer       | Marktanteil | Marktanteil     | Quellen |
| Datum                   | Gesamt    | 14 bis 49 Jahre | Marktanteil | Marktanteil     | Quellen |
| Datum                   | Gesamt    | 14 bis 49 Jahre | Gesamt      | 14 bis 49 Jahre | Quellen |
| ----------------------- | --------- | --------------- | ----------- | --------------- | ------- |
| 19. Juni 2007           | 1,57 Mio. | –               | 6,3 %       | 11,9 %          | [ 6 ]   |
| 26. Juni 2007           | 2,02 Mio. | –               | 6,6 %       | 12,5 %          | [ 7 ]   |
| 3. Juli 2007            | 1,57 Mio. | 1,20 Mio.       | 5,1 %       | 10,1 %          | [ 8 ]   |
| 10. Juli 2007           | 1,87 Mio. | –               | 6,2 %       | 12,3 %          | [ 9 ]   |
| 17. Juli 2007           | 1,36 Mio. | 1,03 Mio.       | –           | 10,6 %          | [ 10 ]  |
| 24. Juli 2007           | 1,71 Mio. | –               | –           | 11,7 %          | [ 11 ]  |
| 7. August 2007 (Finale) | 2,93 Mio. | 2,01 Mio.       | 10,7 %      | 18,6 %          | [ 12 ]  |

## Kritiken
- „Klischees für die verarmte Seele: "Viva"-Nervensäge Gülcan Karahanci feiert die "Traumhochzeit des Jahres" und mimt das possierliche Zuckermäulchen. Und, ja!, es soll immer noch Menschen geben, die sich solche Null-Formate antun.“ Süddeutsche Zeitung[13]